# Labrosse (calligraphe)
Pour l’article homonyme, voir Labrosse (homonymie).
Labrosse est un calligraphe actif à Paris à la toute fin du XVIIIe siècle.

## Œuvres
- Le Guide de la jeunesse ou Méthode simplifiée de l'écriture anglaise, Paris, Jean, [ca. 1800], 8° (25x35 cm), 18 f. gravés en taille-douce par Dizambourg. Lausanne BCU : Rés A, 3NED 2775.